# Río Virú
El río Virú es un río peruano de la vertiente del Pacífico, forma parte importante del Valle Virú al mismo que ha dado origen y está localizado en la Región La Libertad.

## Cuenca

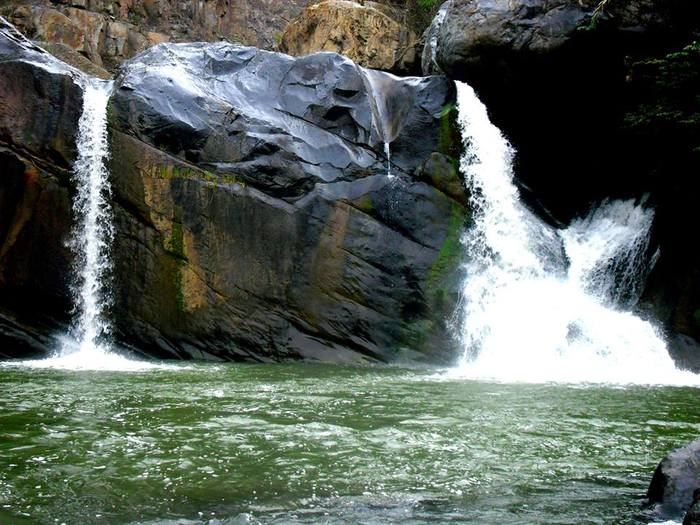
Cataratas de Caray

La cuenca hidrográfica del río Virú se extiende por las provincias de Virú, Julcán y Trujillo pertenecientes al departamento de La Libertad. La cuenca es de 2805 km².
La cuenca hidrográfica tiene por vecinas: por el norte, la cuenca del río Moche; por el sur, cuenca del río Chao; por el este, la cuenca del río Santa, y por el oeste, limita con el Mar Peruano. 
Su sistema hidrográfico tiene su origen en un grupo de pequeñas lagunas: Usgón, Brava y Negra, ubicadas en las faldas del Cerro Pelón Chico, las cuales dan nacimiento al río Huacapongo, formador del río Virú. Por otro lado, las precipitaciones estacionales que caen principalmente en los Cerros Los Colorados y Guitarras, dan origen al río Las Salinas; estos dos ríos, en su confluencia en las cercanías de la hacienda Tomabal, originan el río Virú.
La longitud del cauce principal es de 89 km, presentando una pendiente promedio de 5%; sin embargo, presenta sectores en que se hace más fuerte, especialmente en el río Pirhuay, tributario por la margen izquierda.
El cauce, desde sus orígenes hasta su desembocadura en el mar es irregular y tortuoso, siguiendo predominantemente una dirección de noreste a sudoeste. 
Sus principales afluentes, son los ríos:
- en la margen derecha: Palconque (91 km²) y Carabamba (675 km²).
- en la margen izquierda: Tantada (43 km²), Pirhuay (25 km²); y, La Vega (242 km²);